# Drakkurva

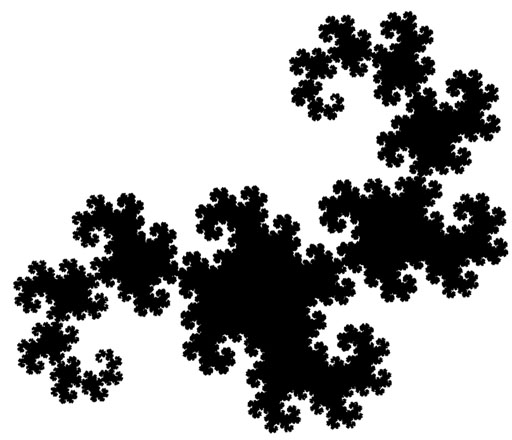
Harter-Heighways drakkurva
(färgvariant av bilden).

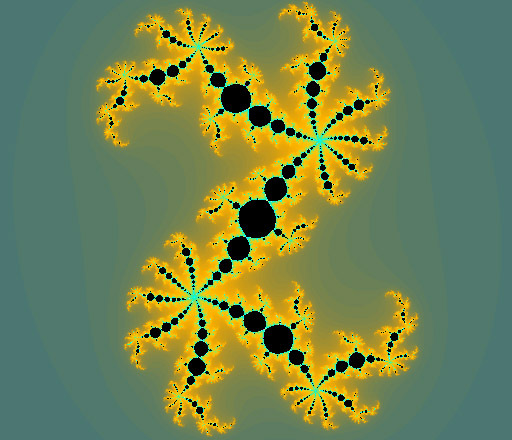
Drakkurva ur Juliamängden.

Drakkurva eller fraktal drake, (eng; dragon curve, fractal dragon), är ett samlingsnamn för en mängd olika fraktaler som har två huvudattraktorer och där övriga attraktorer ligger i spiralvridna mönster runt de två kraftfullaste. Dessa fraktaler kan vara linjära, (till exempel Harter-Heighways drakkurva), eller icke linjära, (då vanligtvis utsnitt ur juliamängden). Namnet "drakkurva" kommer av att de liknar kinesiska drakar som ofta avbildas som ett par i ett "S" med ett drakhuvud i var ända. Mer generellt används begreppet om alla fraktaler som uppvisar liknande mönster som dubbelspiralen i den egentliga drakkurvan, de kan då alltså ha tre eller flera huvudattraktorer. Än mer generellt brukas begreppet som synonym med ordet "fraktal" men det bruket avtar och var vanligare förr.

## Heighwaydraken
De första att undersöka Heighwaydraken (också känd som Harter-Heighwaydraken eller Jurassic Park-draken) var NASA-fysikerna John Heighway, Bruce Banks och William Harter. Den beskrevs 1967 av Martin Gardner i hans kolumn "Mathematical Games" i Scientific American. Många av kurvans egenskaper beskrevs ursprungligen av Chandler Davis och Donald Knuth.

### Konstruktion

#### Lindenmayersystem
Heighwaykurvan kan skrivas som ett Lindenmayersystem med
- vinkel 90°
- ursprungssträng FX
- återgivningsregler för strängen 
  - X → X+YF+
  - Y → −FX−Y.

Om man utgår från ett bassegment kan konstruktionen beskrivas med följande algoritm: ersätt varje delsegment med två stycken segment med en rät vinkel mellan och rotera dem växelvis 45° höger respektive vänster så att spetsen på vinkeln växlar mellan att peka åt höger och åt vänster relativt ursprungssegmentet.

#### Binärt
Kurvan kan även konstrueras genom att representera en vänstersväng med 1 och en högersväng med 0. Förstagradens kurva är endast 1. För att få högre gradens kurvor läggs 1 till på slutet varpå föregående siffror speglas, inverteras och läggs till sist.
1. {\displaystyle (1)\rightarrow 1}
2. {\displaystyle (1)1(0)\rightarrow 110}
3. {\displaystyle (110)1(100)\rightarrow 1101100}
4. {\displaystyle (1101100)1(1100100)\rightarrow 110110011100100}

#### Att vika draken
Om man följer Heighwaydraken från ena änden till den andra kommer man att få en serie med höger- och vänstersvängar. Exakt detta mönster går att få genom att vika ett papper. Ta en bit papper och vik det på mitten åt höger. Vik det sedan igen på mitten åt höger. Om man nu vecklar ut pappret igen och ser till att varje veck blir en 90°-sväng skulle sekvensen bli samma som drakkurvan. Ju fler gånger man viker pappret innan man vecklar ut det, desto fler steg av kurvan får man med.

### Egenskaper
- Trots sitt underliga utseende har Heighwaydraken relativt enkla interna förhållanden:

- Dess yta är även den rätt enkel. Om ursprungssegmentet har längden 1 så går ytan mot 1/2.
- Dess gräns går mot oändligheten då den ökar med en faktor {\displaystyle \textstyle {\sqrt {2}}} vid varje iteration.
- Kurvan korsar aldrig sig själv.
- Många upprepningar kan ses i Heighwaydraken. Den kanske mest uppenbara repetitionen av samma mönster vridet 45° och reducerat med en kvot {\displaystyle \textstyle {\sqrt {2}}}.

Dess fraktaldimension kan beräknas med {\displaystyle \textstyle {{\frac {\ln 2}{\ln {\sqrt {2}}}}=2}}. Detta gör kurvan till en rumsfyllande kurva. Den fraktala dimensionen av dess gräns har numeriskt approximerats av Chang och Zhang. Den kan även tas fram analytiskt med :
{\displaystyle \log _{2}\left({\frac {1+{\sqrt[{3}]{73-6{\sqrt {87}}}}+{\sqrt[{3}]{73+6{\sqrt {87}}}}}{3}}\right)\cong 1.523627086202492.}

## Tvillingdraken
Tvillingdraken (Även känd som Davis-Knuths drake) kon konstrueras genom att pussla ihop två heighwaydrakar sida vid sida.
|  |  |

## Terdraken
Terdraken kan beskrivas med ett Lindenmayersystem

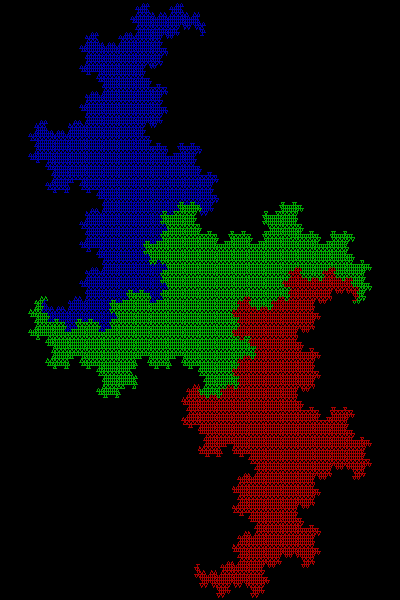
Terdrakkurva.

- vinkel 120°
- ursprungssträng F
- återgivningsregler för strängen 
  - F → F+F−F.

## Lévydraken
Lévydraken benämns ibland även Lévy C dragon.

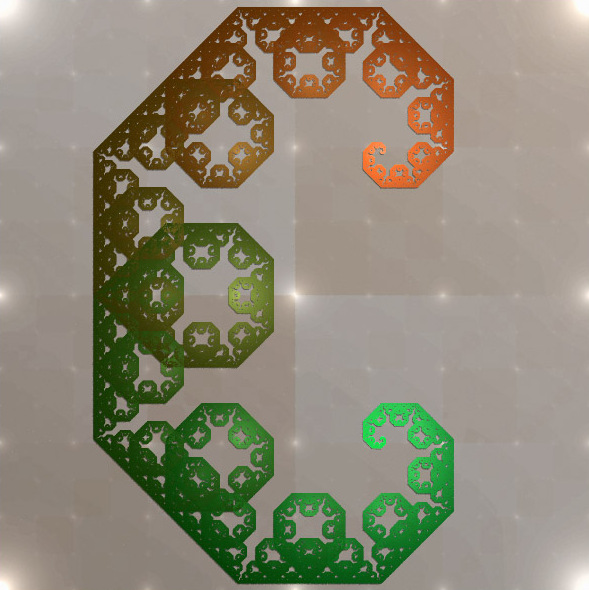
Lévy C curve.